# 安東戰役
安東戰役，是朝鮮戰爭中一南方地區戰役，發生在1950年7月慶尚北道安東地區。
朝鮮人民軍第12師企圖通過入侵這城市到達大韓民國政府所在的釜山環形防御圈，但被大韓民國第8機械化步兵師和首都機械化步兵師抵擋。接下來的戰鬥中雙方的第8和第12師被摧毀，但12師遭受的損害最重，600人死於空襲，該師的30輛坦克中的11輛被毀，師長崔春國陣亡，朝鮮人民軍第12師精疲力竭，只好暫緩進攻釜山。